# Toshizo Nishio
Toshizo Nishio ( 西尾寿造 Nishio Toshizo, 31 de octubre de 1881 - 26 de octubre de 1960) fue uno de los  generales japoneses más exitosos y hábiles del Ejército Imperial Japonés durante la segunda guerra sino-japonesa y durante la Segunda Guerra Mundial.

## Biografía

### Primeros años y carrera
Nishio nación en la prefectura de Tottori, graduándose en la Academia del Ejército Imperial Japonés y en el Colegio de Guerra del Ejército en 1902. Al estallar la Guerra ruso-japonesa, entró en combate, participando en la Batalla de Sandepu. Nishio se unió a la 10.ª división en 1921 y fue instructor en el Colegio de Guerra del Ejército hasta 1925, cuando fue ascendido a jefe de la 10.ª División. En 1929 fue enviado a Corea al mando de la 39.ª Brigada. Entre 1930 y 1932 fue jefe de investigaciones militares en el Ministerio de Guerra y a partir de 1934 general del Estado mayor.

### Operaciones en China
El 5 de marzo de 1934, Nishio fue nombrado Jefe del Estado Mayor del Ejército de Kwantung, en Manchukuo, donde supervisó la creación del Ejército japonés de Manchukuo, así como su pacificación. A principios de 1937 fue trasladado a China con motivo del estallido de la segunda guerra sino-japonesa. El 26 de agosto de 1937 fue de nuevo trasladado al norte de China, participando en la batalla de Xuzhou, un intento japonés por cruzar el río Amarillo y el Overflow en Shandong. Poco después, sería derrotado en la batalla de Taierzhuang, siendo destituido de su cargo y regresando a Tokio.
El 12 de septiembre de 1939 regresó a China al mando del 13º Ejército, otorgándole un mes después, el 22 de septiembre, el mando de todas las fuerzas desplegadas en China (Comandante en Jefe del Ejército Expedicionario de China). Entre 1939 y 1940 participa en las batallas de Zaoyang-Yichang y Changsha. Sus operaciones se desarrollaron fundamentalmente por el norte atacando en el valle del Yangtze. El 1 de marzo de 1941 fue sustituido, volviendo a Japón para convertirse en miembro del Consejo Supremo de Guerra hasta su jubilación en 1943.

### Regreso a Japón
A su regreso a Japón, fue nombrado Gobernador de la metrópolis de Tokio hasta el final de la Segunda Guerra Mundial. Fue arrestado por las autoridades de ocupación estadounidenses por presuntos crímenes de guerra; fue llevado a juicio, siendo puesto en libertad poco tiempo después.